# Газарян Сурен Володимирович
Сурен Газарян (нар. 8 липня 1974, Краснодар, СРСР) — російський зоолог, природоохоронець, громадський діяч, колишній член Ради «Екологічної вахти за Північним Кавказом». Член Координаційної Ради російської опозиції.
Після переслідування в Росії за природоохоронну та громадську діяльність у 2012 році отримав політичний притулок в Естонії і відтоді живе в ЄС.

## Біографія
Сурен народився 8 липня 1974 року у Краснодарі. З 1993 року почав активно займатися спелеологією. Самостійно та у складі Краснодарської спелеосекції та разом із спелеоклубом МДУ вивчив багато Кавказьких печер. У них основну увагу приділяв вивченню та охороні кажанів. В 2001 був обраний головою комісії з охорони печер Російського союзу спелеологів, є координатором Союзу спелеологів Краснодарського краю. У 1996 році закінчив Кубанський державний університет, у 2001 — аспірантуру інституту проблем екології та еволюції ім. О. М. Сєверцова РАН, де захистив дисертацію на тему «Еколого-фауністичний аналіз населення рукокрилих (Chiroptera) Західного Кавказу» та здобув науковий ступінь кандидата біологічних наук. За фахом зоолог.
З 2004 року до від'їзду до Естонії наприкінці 2012 року працював в Інституті екології гірських територій КБНЦ РАН на посаді старшого наукового співробітника лабораторії різноманітності хребетних тварин. Опублікував понад 60 наукових праць.
Член авторського колективу Червоних книг Краснодарського краю, республіки Адигея, Кабардино-Балкарії, Дагестану, Ростовської області.
Представник Росії у науковому комітеті міжнародної угоди UNEP/Eurobats. [Архівовано 1 жовтня 2005 у Wayback Machine.]
У 2004 році увійшов до складу громадської організації «Екологічна вахта за Північним Кавказом». З 2005 року є членом Ради цієї організації. У квітні 2015 року залишив ЕкоВахту «із міркувань особистої гігієни». Як причина виходу назвав вчинки координатора Андрія Рудомахи, який «так і не зрозумів, що люди і репутація важливіші за особисті амбіції».
Захищаючи права громадян на сприятливе довкілля, зміг запобігти будівництву олімпійських об'єктів у Сочинському національному парку, доріг до резиденції «Місячна галявина» в Кавказькому заповіднику, фізкультурно-оздоровчого центру Управління справами Президента РФ у заказнику «Великий Утриш», небезпечних виробництв.

## Суспільна діяльність
З середини 2000-х років Газарян згадувався у ЗМІ як активний захисник природи та культурних пам'яток Кубані та Кавказу. У 2005—2006 роках керував природоохоронним проектом «План дій щодо збереження вразливих рукокрилих Світової Спадщини Західний Кавказ». У 2005 році він, виступаючи в пресі, повідомляв про критичний стан двох розміщених у Хостинському районі міста Сочі печер із пам'ятниками епохи палеоліту. За даними еколога, пам'ятники опинилися під загрозою знищення через дії орендарів, які брали з туристів плату за відвідування печер та «упорядковували» палеолітичні пам'ятки, «вигрібаючи» разом із ґрунтом культурний шар з археологічними знахідками.
Газарян поширював у ЗМІ інформацію щодо небезпеки для природи Краснодарського краю будівництва об'єктів до зимових Олімпійських ігор 2014 року в Сочі. У 2009 році разом з Андрієм Рудомахою був затриманий після того, як активісти протягом кількох годин перешкоджали незаконному вирубуванню дерев, занесених до Червоної книги РФ під час будівництва дороги «Адлер — Червона Поляна». Щодо Газаряна та Рудомахи було складено протоколи за фальшивими звинуваченнями у «некорінні законним вимогам співробітника міліції» та «порушенні прикордонного режиму». Крім того, Газарян виступав проти незаконного видобутку будівельних вапняку на території Сочинського національного парку, а також поширював інформацію про небезпеку для олімпійського Сочі сміттєвого полігону, будівництво якого було санкціоновано владою Краснодарського краю.
У січні 2009 року Газарян був одним із лідерів блокади незаконного будівництва дороги до проектованої резиденції Управління справами президента РФ у заказнику Великий Утріш. Будівництво дороги було зупинено і досі не ведеться. У 2010 році Газарян подав судовий позов, в результаті якого було скасовано наказ про затвердження позитивного висновку державної екологічної експертизи проекту будівництва цієї дороги, що унеможливило легальне продовження її будівництва. 12 грудня 2010 року під час мітингу на захист Утріша був затриманий разом з Андрієм Рудомахою та Дмитром Шевченком, при затриманні співробітники міліції застосовували фізичну силу, а лейтенант Кущевський заявив, що Газарян вкусив його за руку, проте перевірка Слідчого комітету не знайшла у діях Газаряна складу злочину, а у 2011 році дії поліцейських при затриманні Газаряна та Шевченка були визнані незаконними рішенням Прикубанського районного суду м. Краснодара. Навесні 2012 року в результаті спільних дій Газаряна та російського Грінпіса прокуратура призупинила конкурс на «підготовку матеріалів комплексного екологічного обстеження з метою ліквідації державного заказника Великий Утріш та зміни кордонів та площі заказника 'Абрауський'».
У 2010—2011 роках Газарян разом з іншими учасниками «Екологічної вахти за Північним Кавказом» підтримував вимоги жителів Туапсе, які виступили проти введення в експлуатацію належного компанії ЄвроХім Туапсинського балкерного терміналу, де мало здійснюватися «перевалка сухих гранульованих мінеральних добрив». На думку екологів та місцевих жителів, це могло погіршити екологічну обстановку в Туапсе. Проте представники ЄвроХіму стверджували, що термінал побудований за сучасними технологіями та загрози не становить. У серпні 2011 року він розпочав свою роботу.
У ніч на 7 липня 2012 року в Краснодарському краї сталася велика повінь, внаслідок якої загинуло понад 170 людей; найбільше втрат, майже 150 осіб, припало на місто Кримськ. Газарян наступного ж дня після трагедії приїхав до Кримська, щоб допомогти місцевим жителям. У ЗМІ публікувалися припущення, згідно з якими катастрофа мала техногенну природу і могла бути спричинена скиданням води з Неберджаївського водосховища. Газарян спростовував цю версію, стверджуючи, Кримськ і сусідня з ним станиця Нижньобаканська були «приречені на затоплення самим своїм розташуванням у заплаві річки». На його думку, «міфічна семиметрова хвиля», яка раптово обрушилася на Кримськ, була вигідна владі регіону «як виправдання» своєї бездіяльності. У тому ж році виступив проти заборони в Росії фільму «Невинність мусульман».

## Кримінальна справа про паркан «дачі Ткачова»
Широку популярність здобули факти арештів та судового переслідування у зв'язку з участю Газаряна у громадській кампанії проти захоплення лісового фонду та берегової смуги під дачу губернатора Кубані Олександра Ткачова у Блакитній бухті (поблизу селища Джубга). За участь у лютому 2011 року в акції-пікніку на «дачі Ткачова», Сурена разом із трьома іншими активістами «Екологічної вахти за Північним Кавказом» було затримано та арештовано на 7 діб за звинуваченням у «непідпорядкуванні законним вимогам співробітників поліції». У 2011 році разом із групою громадянських активістів взяв участь в акції з нанесення написів "Саня — злодій! ", "Ліс — загальний! " і т. д. п. на паркані навколо «дачі Ткачова».
Після цього разом з активістом «Екологічної вахти за Північним Кавказом» Євгеном Вітішком став одним із головних фігурантів кримінальної справи про забір «дачі Ткачова». Цю справу було порушено у грудні 2011 року, одним із обвинувачених «у завданні „збитку огорожі“ з хуліганських спонукань» став Газарян. У травні 2012 року над Газаряном та Вітішком розпочався судовий процес. В результаті їх засудили до трьох років умовного ув'язнення з дворічним випробувальним терміном. Союз солідарності з політв'язнями визнав Сурена Газаряна та Євгена Вітішка «особами, переслідуваними з політичних мотивів».

## Кримінальна справа про «Палац Путіна»
Палац на мисі Ідокопас вартістю понад 1 млрд доларів спочатку будувався для управління справами Президента РФ. За рахунок бюджету до палацу було прокладено дороги, газопровід та ЛЕП, але у 2011 році він був приватизований ТОВ «Індокопас» разом із земельною ділянкою (що за законом зробити на землях курорту Геленджик неможливо). Схему фінансування будівництва палацу шляхом легалізованих відкатів у грудні 2010 року розкрив Сергій Колесніков у своєму листі до колишнього Президента Медведєва. Лист залишається без відповіді. Залишаються без відповіді звернення «Екологічної вахти» та «Грінпіса» з приводу незаконних рубок на території палацу, збитки від яких перевищують 2,7 млрд рублів. У лютому 2011 року біля палацу на мисі Ідокопас Сурена Газаряна разом із Дмитром Шевченком та Катериною Соловйовою спочатку затримали співробітники федеральної служби охорони, а потім пограбували охоронці ЧОП «Рубін». Намагаючись притягнути старшого лейтенанта ФСТ Росії Альберта Нікітіна до відповідальності за незаконне затримання, Сурен був поданий позов до суду. Суд дійшов дуже цікавого висновку — старший лейтенант ФСТ Нікітін та інші особи, одягнені у форму цієї служби, насправді були співробітниками ЧОП «Рубін», які «в неробочий час були одягнені в камуфляжну форму з різними нашивками, придбаною в мережі військовоторгів». Після цього інциденту «палац» разом із його власником ТОВ «Індокопас» було перепродано якоюсь кіпрською компанією, власником якої назвав себе бізнесмен Олександр Пономаренко. Але на думку Сергія Колесникова, реальним власником цього офшору залишається Володимир Путін.
У серпні 2012 року було порушено справу за статтею 119 ч. 1 «Загроза вбивством або заподіянням тяжкої шкоди здоров'ю». Заяву написали охоронці «Палацу Путіна», які стверджують, що Сурен «загрожував убивством» трьом озброєним охоронцям, а саме кидав у них камінням та загрожував фізичною розправою. З'явилося воно після інспекції, під час якої Газарян виявив незаконне будівництво — в акваторії Чорного моря біля Палацу почали зводити причал для яхт. 16 листопада 2012 р. був оголошений СК РФ у федеральний розшук.
21 грудня 2012 року міжнародна організація Human Rights Watch повідомила, що Сурен Газарян залишив територію РФ. За словами Газаряна, він «перетнув кордон з Україною, звідти поїхав до Грузії», після чого «зробив гостьову візу до Естонії і звернувся за міжнародним захистом». Через півроку після навернення йому було надано політичний притулок в Естонії, потім отримав роботу в Бонні (Німеччина) у програмі ООН з навколишнього середовища, в секретаріаті угоди з охорони європейських популяцій кажанів (UNEP/EUROBATS).
Через два дні після набуття статусу політичного біженця Газарян, відповідаючи на запитання журналіста DW, чи залишилася його родина в Росії, зазначив: «Коли я поїхав, то спроби тиску були, але потім вони припинилися. Так що вони досить спокійно живуть», а на запитання, чи він бачився з тих пір із сім'єю, відповів: «Діти приїжджали до мене в гості на зимові канікули».
З початком загострення російсько-української війни з 24 лютого 2022 року Сурен бере активну участь у акціях на підтримку України та проти російської агресії.

## Нагороди та подяки
У 2011 році Газарян був нагороджений спеціальним призом «За охорону природи Росії», започаткованим Радою Державної думи РФ зі сталого розвитку спільно з Російським екологічним союзом та асоціацією Росекопрес.
У 2012 році голова Ради з розвитку громадянського суспільства та прав людини при Президентові РФ вручив Сурену Газаряну, члену робочої групи з екології, лист подяки за активний внесок у роботу Ради.
6 червня 2013 року став лауреатом російської Щорічної Національної Екологічної премії, йому було присуджено премію «Екологія та громадянське суспільство».
В 2014 Сурен Газарян став лауреатом екологічної премії Goldman (The Goldman Environmental Prize) .